# Обична мушмула
Обична мушмула (лат. Mespilus germanica) је жбунаста врста из рода мушмула (Mespilus), која се узгаја као воћка. Природни ареал обичне мушмуле обухвата области око Црног мора — падине Кавказа, северни Иран, средњу и Малу Азију, југоисточну Европу (планина Странџа у Бугарској).

## Опис
Обична мушмула је листопадни жбун или ниско дрво, висине до 6 m. Листови су прости, широко ланцетасти и издужени, ретко назубљени, са залисцима. Дужина листа је 6—12 cm, а ширина 3—5 cm. Цветови су појединачни, беле боје и крупни. Плод је помум, на коме су уочљиви чашични листићи.